# Pleopeltis panamensis
Pleopeltis panamensis là một loài thực vật có mạch trong họ Polypodiaceae. Loài này được (Weath.) Pic. Serm. miêu tả khoa học đầu tiên năm 1968.